# Akō gishi
Pour plus de détails, voir Fiche technique et Distribution.
Akō gishi (赤穂義士, littéralement « Hommes vertueux d'Akō ») est un film historique japonais en noir et blanc réalisé par Ryōhei Arai en 1954.

## Fiche technique
- Titre : Akō gishi
- Réalisation : Ryōhei Arai
- Scénario : Tomiyasu Ikeda
- Photographie : Senkichirō Takeda
- Musique : Nakaba Takahashi (ja)
- Décors : Yoshizō Uesato
- Son : Tsuchitarō Hayashi (ja)
- Producteur : Yoshio Takakuwa
- Société de production : Daiei
- Pays d'origine :  Japon
- Langue originale : japonais
- Format : noir et blanc
- Genre : drame - film historique - jidaigeki
- Durée : 98 minutes (métrage : 12 bobines - 2 677 m[1])
- Date de sortie :
  - Japon : 15 septembre 1954[1]

## Distribution
- Yatarō Kurokawa : Asano Naganori
- Kōtarō Bandō (ja) : Akahani Shigekata (ja)
- Miki Sanjō (ja) : Ofuji
- Kazuko Fushimi : Otsuya
- Eitarō Shindō : Ōishi Kuranosuke
- Shōsaku Sugiyama (ja) : Fuwa Kazuemon (ja)
- Shintarō Nanjō : Okano Kin'emon (ja)
- Michisaburō Segawa (ja) : Kira Yoshinaka
- Ryōsuke Kagawa (en) : Shioyama Izaemon
- Yōko Wakasugi : Osugi
- Takako Irie : Omaki
- Kōichi Katsuragi (ja) : Yoshida Chūzaemon (ja)